# Сара Сихелар
Сара Сихелар (хол. Sarah Siegelaar; Хемстад, 4. октобар 1981) је холандска веслачица у дисциплинама четверцу без кормилара и осмерцу.
Први велики успех остварила је у дисциплини четверац без кормилара, на Светском првенству 2003. у Милану када је освојила друго место.
Као члан посаде осмераца учествовала је два пута на Олимпијским играма 2004. у Атини и 2008. у Пекингу и оба пута била на победничком постољу. У Атини је била трећа, а у Пекингу друга.
Била је чланица Амстердамског студенстког веслачког клуба НЕРЕУС. Висока је 1,80 метра а тешка 74 килограма.
Њен пет година млађи брат, Оливер, је такође веслачки репрезентативац Холандије.